# 제7사단 (조선민주주의인민공화국)
제7사단/ 제851군부대는 조선인민군의 사단이다.

## 역사

### 한국 전쟁
중국 인민해방군 육군 제20사단에 소속된 동북의용군과 한국계 인민해방군 의용군 1만명을 차출하여 1950년 5월 원산에서 제7사단을 창설하였다. 제30, 31, 32연대와 제1사단에서 차출한 1개 포병대대로 구성되었다. 독립기갑연대를 이끌고 강원도 홍천군으로 진격했으나, 예정보다 늦어진 대가로서 전우 소장이 전선 사령관 김일성에 의해 짤리고 제12사단으로 개명되면서 편제 목록에서 지워졌다.
1950년 7월 한만국경 경비대원과 해주 지방에서 모집된 병력으로 제77연대를 편성하고, 개성에서 포병연대를 예속받고 추가로 약 2,000명을 보충받아 8월 5일 대전에서 사단이 두번째로 편성었다. 8월 1일 진주에 도착하였고, 낙동강 전선에서 퇴각하던 도중에 이익선 소장이 전사했다.

## 같이 보기
- 제12사단 (조선민주주의인민공화국)